# Мак-Крори (Арканзас)
Мак-Крори (англ. McCrory, Arkansas) — город, расположенный в округе Вудрафф (штат Арканзас, США) с населением в 1850 человек по статистическим данным переписи 2000 года.

## География
По данным Бюро переписи населения США город Мак-Крори имеет общую площадь в 6,22 квадратных километров, водных ресурсов в черте населённого пункта не имеется.
Город Мак-Крори расположен на высоте 64 метра над уровнем моря.

## Демография
По данным переписи населения 2000 года в Мак-Крори проживало 1850 человек, 482 семьи, насчитывалось 752 домашних хозяйств и 855 жилых домов. Средняя плотность населения составляла около 298 человек на один квадратный километр. Расовый состав Мак-Крори по данным переписи распределился следующим образом: 79,46 % белых, 18,92 % — чёрных или афроамериканцев, 0,11 % — коренных американцев, 0,11 % — азиатов, 0,43 % — выходцев с тихоокеанских островов, 0,86 % — представителей смешанных рас, 0,11 % — других народностей. Испаноговорящие составили 0,92 % от всех жителей города.
Из 752 домашних хозяйств в 31,3 % — воспитывали детей в возрасте до 18 лет, 44,8 % представляли собой совместно проживающие супружеские пары, в 16,4 % семей женщины проживали без мужей, 35,9 % не имели семей. 32,8 % от общего числа семей на момент переписи жили самостоятельно, при этом 17,7 % составили одинокие пожилые люди в возрасте 65 лет и старше. Средний размер домашнего хозяйства составил 2,31 человек, а средний размер семьи — 2,92 человек.
Население города по возрастному диапазону по данным переписи 2000 года распределилось следующим образом: 24,0 % — жители младше 18 лет, 9,8 % — между 18 и 24 годами, 22,5 % — от 25 до 44 лет, 22,3 % — от 45 до 64 лет и 21,4 % — в возрасте 65 лет и старше. Средний возраст жителей составил 40 лет. На каждые 100 женщин в Мак-Крори приходилось 74,5 мужчин, при этом на каждые сто женщин 18 лет и старше приходилось 70,8 мужчин также старше 18 лет.
Средний доход на одно домашнее хозяйство в городе составил 24 375 долларов США, а средний доход на одну семью — 32 179 долларов. При этом мужчины имели средний доход в 26 534 доллара США в год против 18 050 долларов среднегодового дохода у женщин. Доход на душу населения в городе составил 15 351 доллар в год. 16,6 % от всего числа семей в округе и 20,8 % от всей численности населения находилось на момент переписи населения за чертой бедности, при этом 28,3 % из них были моложе 18 лет и 18,7 % — в возрасте 65 лет и старше.